# Born to Die (singolo Lana Del Rey)
Born to Die è un singolo della cantante statunitense Lana Del Rey, pubblicato il 30 dicembre 2011 come secondo estratto dall'album omonimo.

## Video musicale
Il video è stato girato nel Castello di Fontainebleau ed è stato diretto dal regista e cantante Yoann Lemoine, conosciuto come Woodkid.
Il regista canadese Xavier Dolan ha inserito la canzone nei titoli di coda del film Mommy.

## Tracce
CD promozionale (Regno Unito)
1. Born to Die (Single Mix) – 4:09
2. Born to Die (Album Version) – 4:47
3. Born to Die (Instrumental) – 4:48

Download digitale
1. Born to Die
2. Born to Die (PDP / 13 Remix)
3. Born to Die (Woodkid & the Shoes Remix)
4. Born to Die (Clams Casino Remix)

## Successo commerciale
In Danimarca, il singolo ottiene più successo del precedente (Video Games); se quest'ultimo aveva raggiunto come massima posizione la 18ª, Born to Die ha raggiunto il 7º posto (diventando la posizione più alta raggiunta dal brano in tutte le classifiche ufficiali nel mondo). Un anno dopo la pubblicazione ufficiale, la IFPI Danmark ha certificato Born to Die disco di platino per vendite superiori alle 90 000 copie.
In Francia, il singolo ha complessivamente venduto oltre 39 000 copie nel corso del 2012.
In Italia, Born to Die ha raggiunto la 15ª posizione nella classifica del 30 gennaio 2012. Il singolo scende al 16º posto la settimana successiva, rimanendo per due settimane consecutive nei primi venti posti. Il 26 giugno 2012, Born to Die è stato certificato disco d'oro dalla Federazione Industria Musicale Italiana per gli oltre 15 000 download digitali.
Nel Regno Unito, Born to Die ottiene un discreto successo, debuttando al 14º posto per poi salire, la settimana successiva, alla 9ª posizione con 28 090 copie vendute. La settimana seguente, scende alla 10ª posizione ma diventa la settimana in cui il singolo ha venduto più copie nello stesso stato (28 802).

## Classifiche

### Classifiche settimanali
| Classifica (2012) | Posizione massima |
| ----------------- | ----------------- |
| Australia         | 34                |
| Austria           | 10                |
| Belgio (Fiandre)  | 14                |
| Belgio (Vallonia) | 10                |
| Danimarca         | 7                 |
| Finlandia         | 13                |
| Francia           | 13                |
| Germania          | 29                |
| Irlanda           | 12                |
| Italia            | 15                |
| Paesi Bassi       | 89                |
| Regno Unito       | 9                 |
| Repubblica Ceca   | 45                |
| Slovacchia        | 53                |
| Spagna            | 41                |
| Svezia            | 59                |
| Svizzera          | 13                |

### Classifiche di fine anno
| Classifica (2012) | Posizione |
| ----------------- | --------- |
| Belgio (Fiandre)  | 98        |
| Belgio (Vallonia) | 84        |
| Francia           | 97        |
| Polonia           | 20        |